# Ch’osan
Ch’osan (kor. 초산군, Ch’osan-kun) – powiat w Korei Północnej, w prowincji Chagang. W 2008 roku liczył ok. 44 tys. mieszkańców.
Powiat graniczy od północy z Chinami. Najwyższym szczytem w powiecie jest Namhaetae-san o wysokości 1079 m n.p.m. 76% powiatu stanowią lasy. Panuje klimat kontynentalny z mroźnymi zimami i gorącymi latami. W powiecie zanotowano w 1961 roku rekord ciepła w Korei Północnej – 41°C.